# Lingua artistica
Una lingua artistica (in inglese abbreviato in "artlang") è una lingua artificiale progettata per essere utilizzata all'interno di opere letterarie, musicali o cinematografiche o semplicemente per il piacere personale del suo glottoteta. A differenza delle lingue ausiliarie internazionali o di quelle logiche, le lingue artistiche possiedono di solito sistemi grammaticali irregolari, proprio come le lingue naturali. Molte sono state progettate per mondi fantastici come la Terra di Mezzo di J. R. R. Tolkien o l'Almea di Mark Rosenfelder. Altre rappresentano lingue di piccoli gruppi che abitano un mondo alternativo quasi del tutto simile a quello reale o non hanno alcun particolare riferimento a scenari fantastici e irreali.
Ci sono parecchie differenti scuole di lingue artistiche. La più importante è quella naturalistica che cerca di imitare la complessità e la storicità delle lingue naturali. Ci sono comunque anche ideatori che non si preoccupano molto della verosimiglianza e seguono uno stile più astratto.

## Generi
Vi sono molti generi di lingue artificiali classificate come "artistiche". Una lingua artistica può ricadere in ognuno di questi gruppi, a seconda dello scopo per cui è stata progettata.

### Lingue artistiche professionali
Il gruppo più vasto di lingue artistiche è sicuramente quello delle lingue artistiche professionali. Queste lingue in genere sono quelle di un mondo immaginario, spesso progettate con l'intento d'infondere maggiore profondità e un'apparenza di plausibilità ai mondi immaginari cui sono associate. Vengono utilizzate per far comunicare i personaggi di questi mondi in un modo che possa sembrare strano e straniero allo stesso tempo.
In lingua inglese per descrivere questi mondi viene usato un termine derivato dall'analogia tra mondi immaginari e lingue artificiali. Dalla parola "conlang" (constructed language, cioè lingua artificiale) è infatti derivato il termine conworld (letteralmente "mondo costruito"), da cui per assonanza è stato ricavato anche il termine conculture, cioè fantacultura o cultura immaginaria. Il mondo immaginario influenza diversi fattori delle lingue a cui è associato, come ad esempio il vocabolario (quali parole utilizzerà la lingua per flora e fauna, articoli d'abbigliamento, oggetti tecnologici, concetti religiosi, nomi di luoghi e tribù, ecc.) e la pronuncia, o come il modo in cui le sue culture catalogano i colori o le differenze di genere, età o parentela.
Alcuni celebri esempi di lingue artistiche professionali sono:
- I Linguaggi di Arda e della Terra di Mezzo (Quenya, Sindarin, Telerin e altre) di J. R. R. Tolkien.
- La neolingua di George Orwell in 1984.
- Lo ptydepe di Václav Havel  ne Il Memorandum.
- Il nadsat di Anthony Burgess in Arancia meccanica.
- Il marain di Iain Banks nei romanzi del ciclo della Cultura.
- Il pravico di Ursula K. Le Guin nel romanzo I reietti dell'altro pianeta
- L'antica lingua di Christopher Paolini nel Ciclo dell'Eredità.
- Il na'vi nel film Avatar.

Le lingue artistiche professionali vengono usate per libri, film, serie televisive, videogame, fumetti, giochi o album musicali, come nelle opere di Tolkien ambientate nella Terra di Mezzo, l'universo di Star Trek, o il gioco Myst.
Le lingue artistiche online vengono invece ospitate insieme ai propri mondi artificiali su Internet, e divengono note al mondo attraverso i visitatori di questi siti. Il maggior esponente di questo genere è il verduriano di Mark Rosenfelder, parlato dagli abitanti del pianeta Almea. Molte altre lingue artistiche vengono invece create privatamente dai propri glottoteti, insieme ai loro mondi artificiali, e rimangono note solo a loro o a pochi amici. In questo caso il termine "professionale" (usato per la prima categoria) come opposto di "amatoriale" (usato per la seconda e terza) si riferisce solo al professionalismo del medium utilizzato, e non al professionalismo della lingua stessa o del suo creatore. In effetti, la maggior parte delle lingue professionali non sono l'opera di linguistici professionisti, mentre capita a volte che alcune lingue amatoriali siano state invece progettate da veri e propri linguisti, risultando in definitiva meglio sviluppate delle cosiddette lingue professionali.
Una lingua romanzesca si distingue da altri generi di lingue artistiche sia per lo scopo che per la completezza relativa: una lingua romanzesca generalmente ha la minor quantità possibile di grammatica e vocabolario, e raramente va oltre lo strettamente necessario. Ciononostante, alcune si sono sviluppate in dettaglio per conto loro, come il quenya e il sindarin di Tolkien e la lingua klingon di Star Trek, che esistono come lingue funzionanti ed utilizzabili. Qui "romanzesco" può essere un termine non adatto.
Il termine lingua artistica diacronica descrive lingue artistiche sviluppate all'interno di vere e proprie famiglie linguistiche provviste di una propria storia immaginaria e di una proto-lingua da cui derivano tutte le lingue discendenti.

### Lingue alternative
Le lingue alternative (in inglese abbreviate in altlang), o lingue ucroniche, immaginano una storia alternativa e tentano di ricostruire come una famiglia di lingue naturali si sarebbe potuta evolvere se le cose fossero andate in maniera differente. (ad esempio cosa sarebbe successo se la civiltà greca avesse continuato a prosperare in Europa in assenza di un impero romano e, anziché il latino, fosse stato il greco a sviluppare molti discendenti moderni?) La lingua che si sarebbe potuta evolvere viene dunque delineata passo dopo passo nella sua evoluzione, sino alla sua forma finale. In genere una lingua alternativa si baserà sul vocabolario centrale di una lingua e sulla fonologia di un'altra. La lingua meglio conosciuta di questo genere è senz'altro il brithenig. Dopo questo primo tentativo è infatti cresciuto l'interesse dei glottoteti online nell'invenzione di tali lingue storicamente alternative e sono nate lingue come il venedico.
Il brithenig tenta di determinare come le lingue romanze si sarebbero potute evolvere se l'influenza romana in Gran Bretagna fosse stata sufficiente a rimpiazzare le lingue celtiche con il latino volgare, basando la sua fonologia su quella del gallese. Uno dei primissimi esperimenti di lingue alternative è però la lingua winkie di Philip José Farmer, imparentata con le lingue germaniche ma parlata dai Winkie di Oz in A Barnstormer in Oz.

### Lingue micronazionali
Le lingue micronazionali sono le lingue create per essere utilizzate all'interno di micronazioni. I cittadini apprendono la lingua come modo per partecipare attivamente alla vita della micronazione, così come fanno quando partecipano al suo governo o quando coniano delle monete o dei francobolli per la micronazione. I membri di queste micronazioni si incontrano e parlano la lingua che hanno imparato partecipando a questi raduni. Quando ne hanno bisogno inventano nuove parole o nuove costruzioni grammaticali. L'esempio meglio conosciuto di lingua micronazionale è sicuramente il talossano del regno di Talossa di R. Ben Madison.

### Lingue personali
Il termine lingua personale fa riferimento a quelle lingue create esclusivamente per l'edificazione personale del loro creatore. Non c'è nessuno con il quale il creatore si aspetta di parlarla. La lingua esiste come opera d'arte. Una lingua personale può essere inventata per ricercare un ideale di bellezza linguistica, per esprimere la propria personalità, come esercizio nella comprensione dei principi linguistici, o forse come tentativo di creare una lingua con un inventario fonemico o un sistema verbale estremo. Le lingue personali tendono ad avere vita breve, e vengono spesso pubblicate su internet e discusse sui forum come nel caso delle lingue artistiche online. Vengono spesso inventate in gran numero dalla gente che progetta queste lingue. Ad ogni modo, alcuni dei linguaggi personali sono usati molto e per molto tempo dai loro creatori (ad esempio per scrivere diari). Javant Biarujia, il creatore del taneraico, descrisse il suo linguaggio personale (a cui si riferisce come lingua ermetica) così: "un patto privato negoziato tra il mondo nella sua totalità e il mondo a me vicino; le parole pubbliche semplicemente non riescono a garantirmi l'espressione privata che ho cercato." Il  Vabungula, su geocities.com (archiviato dall'url originale l'11 agosto 2006). di Bill Price è un altro notevole esempio di lingua personale molto usata e completamente documentata; l'autore dice di esso, "Naturalmente sarebbe interessante avere qualcun altro con cui conversare, ma me la sono passata bene negli ultimi 35 anni senza un partner e probabilmente me la passerò bene anche per i prossimi 35 anni."

### Lingue sperimentali
Alcuni glottoteti progettano lingue basate su principi filosofici o esperimenti linguistici, come il Láadan (femminismo) o il Toki Pona (taoismo). Essi si ispirano spesso all'ipotesi di Sapir-Whorf per verificare se il pensiero di una persona varia in base alla lingua con cui si esprime o se la lingua stessa è influenzata dal modo di pensare di chi la parla. Queste lingue vengono spesso classificate anche come lingue logiche o filosofiche, ma possono essere considerate lingue artistiche se impiegate all'interno di opere letterarie o artistiche, o se attorno a loro viene sviluppato un mondo o una cultura immaginaria.

### Lingue burlesche
Il termine jokelang viene a volte applicato alle lingue artificiali create con intenti burleschi o parodistici. Queste possono essere lingue progettate innanzitutto per suonare divertenti, come il DiLingo, o per far satira, spesso su qualche aspetto delle lingue artificiali.
Alcune tipiche lingue burlesche sono:
- DiLingo - una lingua rimata comica.
- europanto - costituito da una mistura destrutturata di tutte le principali lingue europee.
- Transpiranto - costruito con parole internazionali declinate in modo da sembrare assonanti a una gergalità svedese, allo scopo di aumentare il senso di spaesamento e di ambiguità.
- Oou[1] - una lingua deliberatamente ambigua il cui sistema di scrittura è ricavato interamente dai segni di punteggiatura e il cui bagaglio fonemico è composto esclusivamente da vocali.

### Giochi linguistici
In senso stretto, i giochi linguistici non sono vere e proprie lingue, ma solo un meccanismo per alterare una lingua già esistente secondo un modello fisso.
Vengono spesso utilizzati da gruppi di persone con lo scopo di mantenere una conversazione incomprensibile agli estranei. L'esempio meglio conosciuto di gioco linguistico in lingua italiana è il cosiddetto alfabeto farfallino che consiste nel raddoppiare ogni vocale con l'aggiunta di una "f" interposta: per esempio, "a" diventa "afa", "e" diventa "efe", e così via (quindi "ciao" diventa "cifiafaofo"). Un analogo gioco linguistico in lingua inglese è il pig latin, che consiste pressappoco nello spostare la prima consonante di una parola alla fine della parola stessa, seguita da "ay". Ad esempio "così" diventa "osicay" e "parlare" diventa "arlarepay", ma vi sono molte varianti differenti in giro per il mondo. Un altro leggermente più difficile è il Gibberish, dove ogni sillaba viene divisa in suono consonantico e suono vocalico in mezzo ai quale viene posta la sequenza iddag (Ad esempio 'Hi' diventa "hiddagi", pronunciato hiddagai). Esistono diverse forme di Gibberish. Una lingua simile è il Verlan, popolare in Francia, che si basa sullo scambio di sillabe. I giochi linguistici sono popolari in particolare tra i bambini. Simile al Gibberish è la Lingua Op, dove la sillaba 'op' viene posta prima di ogni vocale. Quindi, 'Lingua Op' in Lingua Op diventa "Lopingopuopa Opop".
Altri giochi linguistici possono eliminare, mescolare, o istituire nuove regole grammaticali. Per esempio, nella serie televisiva Una mamma per amica, viene citata una lingua senza "e". Questo stesso meccanismo è stato utilizzato per scrivere alcuni libri senza una particolare lettera.
Spesso, la gente rimpiazza la prima con la terza persona in una sorta di gioco linguistico. La stessa cosa può essere fatta sostituendo la prima con la seconda persona, o la prima con la terza, o tramite qualunque altra combinazione.

## Lingue artistiche professionali
Lingue pubblicate professionalmente su libri o altri media:
- Atlantiano - (2001) Creata da Marc Okrand per il film Disney Atlantis - L'impero perduto.
- D'ni - (1994) Dalla serie di videogiochi e romanzi di Myst.[1]
- Enochiano - (1600) La lingua angelica illustrata da Edward Kelley.
- Draconico (Dovahzul) - (2011) La lingua dei draghi nel videogioco The Elder Scrolls V: Skyrim
- Galach - Lingua universale dell'Impero dal ciclo di romanzi Dune di Frank Herbert.
- Goa'uld e unas - (1997) Due lingue aliene usate nella serie tv di fantascienza Stargate SG-1.
- Grande Lingua - Lingua universale di Fantàsia dal romanzo La storia infinita di Michael Ende.
- Iotico e pravico - Creati da Ursula K. Le Guin per il libro I reietti dell'altro pianeta.
- Kēlen - (1980) Un linguaggio alieno creato da Sylvia Sotomayor.
- Láadan - (1982) Dal racconto di fantascienza Native Tongue di Suzette Haden Elgin.
- Klingon, vulcaniano, romulano e linguacode - Creati per le serie tv e i film di Star Trek.
- Linguaggi di Arda e della Terra di Mezzo (Quenya, Sindarin, Telerin e altre) di J. R. R. Tolkien.
- Lingue Valyriane nelle cronache del ghiaccio e del fuoco di George R. R. Martin.
- Lingue parlate da Panurge, nel Gargantua e Pantagruele di François Rabelais.
- Marain - La lingua comune della Cultura nei romanzi di Iain Banks.
- Nadsat - in Un'arancia a orologeria (meglio conosciuto come Arancia meccanica) di Anthony Burgess.
- Parlata cittadina - Una "mescolanza di giapponese, spagnolo e tedesco" con elementi d'ungherese e francese parlato nelle strade della Los Angeles sovrappopolata e poliglotta del 2019 nel film Blade Runner.
- Sildavo - Linguaggio inventato da Hergé nelle Avventure di Tintin. Viene parlato in Syldavia, stato immaginario situato sui Balcani.
- Tenctonese - dal film Alien Nation: nazione di alieni e dal telefilm Alien Nation ideati da Van Ling e Kenneth Johnson.
- Utopiano - nell'Utopia di Thomas More (San Tommaso Moro).
- Vonlenska - lingua fittizia inventata dal gruppo musicale islandese Sigur Rós, in particolare dal cantante Jón Þór Birgisson, per essere usata in alcuni loro pezzi. Questo idioma è noto anche con il termine tradotto in inglese Hopelandic.
- Na'vi - dal film Avatar 2009. Ideata da Paul Frommer nel 2005.
- bahon  (1996) Da Seikai no Monsho (Crest of the Stars)

## Lingue artistiche amatoriali
Lingue pubblicate solo su Internet:
- Amman-Iar - (1990) Lingua fantasy creata da David Bell.
- Brithenig - (1996) Creato dall'inventore della storia alternativa di Ill Bethisad, Andrew Smith.
- DiLingo - (1990) Lingua rimata comica creata, in apparenza, da sUmUs cAcOOnUs, D.E. (la cui vera identità non è stata ancora determinata).
- Fyksian - Creato dall'inventore di Fyksland[2], James Wong.
- Flestrin - (1999) Linguaggio fantasy ideato da Maurizio Rovatti.
- Lara - (1991) Creata da Alessandro Pedicelli e sviluppata assieme ad una propria fantacultura, fantastoria e fantapopolo per mezzo di contributi esterni.
- Venedico - (2002) Una lingua della storia alternativa di Ill Bethisad creata da Jan van Steenbergen.
- Nikot - (2007) Lingua ufficiale della micronazione Nikot
- Verduriano - (1978) Uno dei molti linguaggi del mondo immaginario di Almea, creato da Mark Rosenfelder.
- Rihieven - (2005) È la seconda delle lingue fantasy inventate da G.F.Ryffel. Essa rappresenta la più "antica" da cui poi sono discese le altre.

### Wiki correlate al tema delle lingue artistiche
- (EN)  ConlangWiki una wiki dedicata alle lingue artificiali e alle fantaculture.
- (EN)  Conlang Wikicity una wiki dedicata alle lingue artificiali e alle fantaculture in cui possono essere presentate le proprie creazioni.
- (EN)  LangMaker una wiki contenente un vasto archivio di profili di lingue artificiali, neografie e neologismi.
- (EN)  FrathWiki una wiki in cui tutti possono presentare le proprie lingue artificiali e fantaculture, e un progetto per collezionare informazioni su argomenti correlati alla costruzione di lingue artificiali, fantaculture e mondi immaginari.
- (EN)  Unilang.org un archivio di informazione correlate alle lingue e alla linguistica.
- (EN)  KneeQuickie una wiki simile a FrathWiki.